# Nicole Damoff
Nicole Damoff ist eine kanadische Gitarristin und Songwriterin. Sie ist Gründungsmitglied und Lead-Gitarristin der Surf-Rock-Band The Surfrajettes, die durch ihren charakteristischen Retro-Sound und ihre auffällige 1960er-Jahre-Ästhetik internationale Bekanntheit erlangte.

## Leben
Damoff wuchs in Port Perry (Ontario, Kanada) auf und begann im Alter von 13 Jahren mit dem Gitarrenspiel. Geprägt wurde sie von der Plattensammlung ihres Vaters, der sie mit Led Zeppelin und Blues-Rock vertraut machte. Ihr frühes Gitarrenspiel war von Jimmy Page inspiriert. An ihrer High School spielte Damoff in einer Bluesband, während ihre spätere Bandkollegin Shermy Freeman in einer Rockband aktiv war. Beide verband ihre Leidenschaft für Vintage-Sounds.

## Karriere

### Gründung vonThe Surfrajettes
2015 gründeten Nicole Damoff und Shermy Freeman die Band The Surfrajettes in Toronto. Sie experimentierten mit klassischen Surf-Gitarrentechniken wie Tremolo-Picking und Palm-Muting. 2017 erschien ihre erste EP, bevor die Band 2018 mit dem Cover von Britney Spears’ „Toxic“ internationale Aufmerksamkeit erlangte. Das dazugehörige Video verbreitete sich viral im Internet.

### Internationale Bekanntheit
Nach ihrem Durchbruch folgten Auftritte auf renommierten Festivals wie Tiki Oasis (Kalifornien) oder der Surf Guitar 101 Convention. Zudem war die Band auf großen Kreuzfahrten wie der The Beach Boys Cruise und der Melissa Etheridge Cruise vertreten. The Surfrajettes tourten durch Kanada, die USA, Mexiko und Europa.

### Veröffentlichungen
2022 erschien ihr Debütalbum Roller Fink, das Eigenkompositionen und Neuinterpretationen klassischer Hits wie „She Loves You“ (The Beatles) enthält. 2024 folgte mit Easy as Pie das zweite Studioalbum.

## Stil
Nicole Damoff ist bekannt für ihr Gitarrenspiel, das Elemente des Surf-Rock mit Einflüssen aus Blues und Rock verbindet. Charakteristisch sind melodische Klarheit, Reverb-getränkte Klangfarben und energiegeladenes Tremolo-Picking. Gemeinsam mit Shermy Freeman bildet sie ein Gitarrenduo, das durch Präzision und harmonische Abstimmung besticht.

## Bedeutung
Nicole Damoff gilt als eine der wichtigsten Gitarristinnen der modernen Surf-Rock-Szene. Mit The Surfrajettes trug sie wesentlich dazu bei, das Genre international wieder ins Rampenlicht zu rücken. 2020 war sie gemeinsam mit der Band im Dokumentarfilm The Ventures: Stars on Guitars vertreten.

## Diskografie (mit The Surfrajettes)
- 2017: The Surfrajettes (EP)
- 2018: Party Line / Toxic (Single)
- 2020: Hale’iwa Hustle / Banzai Pipeline (Single)
- 2022: Roller Fink (Album)
- 2024: Easy as Pie (Album)